# Polystichum huae
Polystichum huae är en träjonväxtart som beskrevs av H. S. Kung och L.B.Zhang. Polystichum huae ingår i släktet Polystichum och familjen Dryopteridaceae. Inga underarter finns listade.